# Blackout (álbum de Dropkick Murphys)
Blackout é o quarto álbum de estúdio da banda de punk rock estadunidense Dropkick Murphys, lançado em 2003 pela Hellcat Records. Ele foi lançado junto com um DVD, que continha vídeos de apresentações ao vivo das músicas "Rocky Road to Dublin" e "Boys on the Dock", um videoclipe da música "Gonna Be a Blackout Tonight", e um trailer de um, até então, futuro DVD, que se tornaria o On The Road With The Dropkick Murphys.
O álbum também foi lançado em vinil, 7 e 10 polegadas, que tinha cinco músicas do álbum e um cover da música "It's a Long Way to the Top (If You Wanna Rock 'n' Roll)", da banda de rock australiana AC/DC.
Foram lançados videoclipes das músicas "Walk Away" and "Gonna Be A Blackout Tonight"

## Sobre o álbum
A faixa "Time to Go" é uma homenagem ao time de hóquei Boston Bruins,[carece de fontes?] também apareceu nos videogames Tony Hawk's Underground e NHL 2005. A faixa "This Is Your Life" apareceu no jogo de videogame Backyard Wrestling: Don't Try This at Home. "The Dirty Glass" foi primeiramente apresentada no EP Face to Face vs. Dropkick Murphys, de 2002, Stephanie Dougherty que divide os vocais com Ken Casey, também aparece na faixa "Kiss Me, I'm Shitfaced".
Em 2005 a banda lançou um álbum single homenageando o  Sgt. Andrew K. Farrar, Jr., que foi morto em 28 de janeiro de 2005, em Ambar, no Iraque durante a Operação Liberdade do Iraque. Farrar, que era um grande fã da banda, fez um pedido para a sua família que, se algo acontecesse com ele durante seu turno de serviço, ele queria "The Fields of Athenry" fosse tocada em seu funeral. Ao saber da trágica história, a banda se ofereu para ir ao funeral e tocar a música, e também gravou um versão balada da canção. A princípio, foram feitas apenas três cópias da versão, a primeira foi colocada no caixão de Farrar, a segunda foi dada a mãe do sargento e a terceira foi dada a sua esposa. Algum tempo depois a banda descobriu a existência de um fundo criado para beneficiar os filhos de Andrew, Liam e Tyler, então decideram vender o álbum e reverter toda a renda para esse fundo. Além da versão balada de "The Fields of Athenry", o álbum também conta com a música "Last Letter Home", que é uma homenagem a Farrar.

## Recepção da crítica
| Críticas profissionais | Críticas profissionais |
| Avaliações da crítica  | Avaliações da crítica  |
| Fonte                  | Avaliação              |
| ---------------------- | ---------------------- |
| Allmusic               | [ 7 ]                  |
| PopMatters             | Positiva               |

Allmusic deu ao álbum quatro estrelas de cinco,  e disse o álbum que combinou a "intensidade" dos álbuns anteriores, com "um pouco mais gabaritado". PopMatters elogiou o álbum, dizendo que "o que torna o trabalho é que a banda não fez nenhuma música apenas para encher o CD" e que "talvez a morte de alguns ídolos e amigos que tenha colocado uma dose de realidade no álbum". E ainda comparou "World Full of Hate" (que para eles é o destaque do álbum) com "Good Riddance (Time of Your Life)" do Green Day e chamaou de "Dirty Glass" de uma versão moderna de "Fairytale of New York".

## Faixas

### CD
| N.º            | Título                        | Compositor(es)                  | Duração |  |
| 1.             | "Walk Away"                   | Dropkick Murphys                | 2:51    |  |
| 2.             | "Worker's Song"               | Ed Pickford                     | 3:32    |  |
| 3.             | "The Outcast"                 | Dropkick Murphys                | 3:10    |  |
| 4.             | "Black Velvet Band"           | Tradicional, Dropkick Murphys   | 3:03    |  |
| 5.             | "Gonna Be a Blackout Tonight" | Woody Guthrie, Dropkick Murphys | 2:39    |  |
| 6.             | "World Full of Hate"          | Dropkick Murphys                | 2:22    |  |
| 7.             | "Buried Alive"                | Dropkick Murphys                | 1:57    |  |
| 8.             | "The Dirty Glass"             | Dropkick Murphys                | 3:38    |  |
| 9.             | "Fields of Athenry"           | Pete St. John                   | 4:24    |  |
| 10.            | "Bastards on Parade"          | Dropkick Murphys                | 3:50    |  |
| 11.            | "As One"                      | Dropkick Murphys                | 3:01    |  |
| 12.            | "This Is Your Life"           | Dropkick Murphys                | 3:43    |  |
| 13.            | "Time to Go"                  | Dropkick Murphys                | 2:53    |  |
| 14.            | "Kiss Me, I'm Shitfaced"      | Dropkick Murphys                | 5:34    |  |
| Duração total: | Duração total:                | Duração total:                  | 46:42   |  |

### Vinil 10"
Nomeado de "Blackout 10", limitado a 6000 cópias, sendo que as 250 primeiras foram lançadas online e depois autografadas.
| Lado A |                               |                                 |         |  |
| N.º    | Título                        | Compositor(es)                  | Duração |  |
| 1.     | "Walk Away"                   | Dropkick Murphys                | 2:51    |  |
| 2.     | "Buried Alive"                | Dropkick Murphys                | 1:57    |  |
| 3.     | "Gonna Be a Blackout Tonight" | Woody Guthrie, Dropkick Murphys | 2:39    |  |

| Lado B |                                                           |                                       |         |  |
| N.º    | Título                                                    | Compositor(es)                        | Duração |  |
| 1.     | "Fields of Athenry"                                       | Pete St. John                         | 4:24    |  |
| 2.     | "Bastards on Parade"                                      | Dropkick Murphys                      | 3:50    |  |
| 3.     | "It's a Long Way to the Top (If You Wanna Rock 'n' Roll)" | Angus Young, Malcolm Young, Bon Scott | 4:43    |  |

### Vinil 7"
"The Fields Of Athenry 7", limitado a 2000 cópias.
| The Fields Of Athenry 7 |                                   |         |  |
| N.º                     | Título                            | Duração |  |
| 1.                      | "The Fields of Athenry"           | 4:42    |  |
| 2.                      | "I'm Shipping up to Boston"       | 2:44    |  |
| 3.                      | "If I Were a Carpenter (ao vivo)" | 3:28    |  |

## CDs Singles

### Walk Away
Somente lançado na Europa.
| Lista de faixas |                    |         |  |
| N.º             | Título             | Duração |  |
| 1.              | "Walk Away"        | 2:51    |  |
| 2.              | "We Got the Power" | 2:43    |  |
| 3.              | "Victory"          | 1:45    |  |

### The Fields of Athenry
Limitado a 600 cópias.
| Lista de faixas |                                   |         |  |
| N.º             | Título                            | Duração |  |
| 1.              | "The Fields of Athenry"           | 4:42    |  |
| 2.              | "I'm Shipping up to Boston"       | 2:44    |  |
| 3.              | "If I Were a Carpenter (ao vivo)" | 3:28    |  |

### The Fields of Athenry Promo
Distribuido em uma partida de futebol entre Celtics x Livingstone FC em Glasgow, Escócia.
| Lista de faixas |                         |         |  |
| N.º             | Título                  | Duração |  |
| 1.              | "The Fields of Athenry" | 4:42    |  |
| 2.              | "Buried Alive"          | 1:57    |  |

### Time to Go
Limitado a 12000 cópias, distribuido em um jogo do time de hóquei Boston Bruins.
| Lista de faixas |                   |         |  |
| N.º             | Título            | Duração |  |
| 1.              | "Time to Go"      | 2:53    |  |
| 2.              | "The Dirty Glass" | 3:38    |  |

## Integrantes
- Al Barr – vocal
- Ken Casey – baixo, vocal
- Matt Kelly – bateria, bodhrán, vocal
- James Lynch – guitarra, vocal
- Marc Orrell – guitarra, acordeão, vocal
- Joe Delaney – gaita de fole
- Stephanie Dougherty – vocal na faixa "The Dirty Glass" e backing vocal em "Kiss Me, I'm Shitfaced"
- Jim Siegel – engenheiro